# سهیل جمال آبادی
سهیل جمال آبادی (زاده ۸ آذر ۱۳۷۶) جودوکار اهل ایران است. وی علاوه بر چندین قهرمانی در کشور، در سال ۱۳۹۳ به اردوی تیم ملی جودو دعوت شد. از افتخارات وی می‌توان به کسب مدال طلا وزن ۵۰ کیلوگرم در مسابقات قهرمانی نوجوانان جودو آسیا ۲۰۱۴ اشاره کرد.

## افتخارات

### جودو
- کسب مدال طلا در مسابقات قهرمانی نوجوانان جودو آسیا در هنگ‌کنگ در وزن ۵۰ کیلوگرم در سال ۲۰۱۴.[۹]
- دریافت کاپ تکنیکی‌ترین جودوکار آسیا در کشور هنگ‌کنگ در سال ۲۰۱۴.
- کسب مدال طلا در مسابقات کاپ جهانی جوانان جودو در ازبکستان در وزن ۵۵ کیلوگرم در سال ۲۰۱۷.[۱۰][۱۱][۱۲][۱۳]
- کسب عنوان پنجمی در مسابقات قهرمانی جوانان جودو آسیا در قرقیزستان در وزن ۵۵ کیلوگرم در سال ۲۰۱۷.[۱۴]
- کسب مدال طلا در مسابقات قهرمانی نیروهای مسلح و آجا در وزن ۶۰ کیلوگرم در سال ۱۳۹۷ و سال ۱۳۹۸.

### سامبو
- کسب عنوان هفتمی در مسابقات بازی‌های آسیایی جاکارتا در وزن ۵۱ کیلوگرم در سال ۲۰۱۸.[۱۵]

## تورنمنت‌ها
- مسابقات قهرمانی نوجوانان جودو آسیا در هنگ‌کنگ در سال ۲۰۱۴.[۱۶][۱۷]
- مسابقات کاپ جهانی جوانان جودو در ازبکستان در سال ۲۰۱۷.[۱۸]
- مسابقات قهرمانی جوانان جودو آسیا در قرقیزستان در سال ۲۰۱۷.[۱۹]
- مسابقات بازی‌های آسیایی جاکارتا در سال ۲۰۱۸.
- مسابقات قهرمانی نیروهای مسلح و آجا در سال ۱۳۹۷ و سال ۱۳۹۸.[۲۰][۲۱]
- مسابقات لیگ‌ برتر و لیگ دسته یک کشور.
- مسابقات آزاد و جایزه بزرگ کشوری.